# Màmia III Gurieli de Gúria
Màmia III Gurieli fou mthavari de Gúria del 1689 al 1714 i rei d'Imerècia quatre vegades (1701-1702, 1711-1712, 1712-1713 i 1713-1714).
Era fill de Jordi III Gurieli, mthavari de Gúria i rei d'Imerècia. Va arribar al poder a Gúria deposant i cegant al seu oncle Malkhaz Gurieli de Gúria el 1689. El 1701 va assassinar Simó d'Imerècia i es va proclamar rei, però al cap d'un any va ser deposat per Jordi VI Abaixidze. L'octubre de 1711 derrocà Jordi VI i va recuperar el tron, però el juny de 1712 Jordi el va derrotar a Chkar i va recuperar el poder. Màmia III va fugir a Ratxa i va tornar amb ajuda i va enderrocar a Jordi al cap de poc temps (finals de 1712) però Jordi VI el va tornar a expulsar el 1713. Va reunir partidaris i va assaltar el poder a Kutaisi el novembre de 1713 i es va proclamar rei un altre cop. Es va casar el 1698 amb la filla de Jordi V Abaixidze d'Imerècia però se'n va divorciar el 1711 per casar-se amb Thamar, filla de Papuna Chkeidze mthavari de Ratxa (Thamar es va casar després amb Jordi VI). Va morir a Gwaneiti el 5 de gener de 1714. Li va succeir el seu fill Jordi IV de Gúria.